# Giải quần vợt Pháp Mở rộng 2019 - Đôi nữ xe lăn
Diede de Groot và Aniek van Koot là đương kim vô địch và bảo vệ thành công danh hiệu, đánh bại Marjolein Buis và Sabine Ellerbrock trong trận chung kết, 6–1, 6–1.

## Hạt giống
1. Diede de Groot /  Aniek van Koot (Vô địch)
2. Marjolein Buis /  Sabine Ellerbrock (Chung kết)

## Kết quả

### Từ viết tắt
| - Q = Vòng loại - WC = Đặc cách - LL = Thua cuộc may mắn - Alt = Thay thế - SE = Miễn đặc biệt | - PR = Bảo toàn thứ hạng - w/o = Thắng nhờ đối thủ rút lui trước trận đấu - r = Bỏ cuộc giữa trận đấu - d = Bị xử thua - SR = Xếp hạng đặc biệt |

### Chung kết
|  | Bán kết | Bán kết                            | Bán kết | Bán kết                          | Bán kết |   |                               | Chung kết | Chung kết | Chung kết | Chung kết | Chung kết |  |
|  |         |                                    |         |                                  |         |   |                               |           |           |           |           |           |  |
|  | 1       | Diede de Groot Aniek van Koot      | 3       | 6                                | [10]    |   |                               |           |           |           |           |           |  |
|  | 1       | Diede de Groot Aniek van Koot      | 3       | 6                                | [10]    |   |                               |           |           |           |           |           |  |
|  |         | Giulia Capocci Yui Kamiji          | 6       | 4                                | [4]     |   |                               |           |           |           |           |           |  |
|  |         | Giulia Capocci Yui Kamiji          | 6       | 4                                | [4]     | 1 | Diede de Groot Aniek van Koot | 6         | 6         |           |           |           |  |
|  |         |                                    |         |                                  |         | 1 | Diede de Groot Aniek van Koot | 6         | 6         |           |           |           |  |
|  |         |                                    | 2       | Marjolein Buis Sabine Ellerbrock | 1       | 1 |                               |           |           |           |           |           |  |
|  |         | Charlotte Famin Kgothatso Montjane | 2       | Marjolein Buis Sabine Ellerbrock | 1       | 1 | 3                             | 4         |           |           |           |           |  |
|  |         |                                    |         |                                  |         |   |                               | 4         |           |           |           |           |  |
|  | 2       | Marjolein Buis Sabine Ellerbrock   | 6       | 6                                |         |   |                               |           |           |           |           |           |  |